# 퍼프 라슬로 부다페스트 스포츠아레나

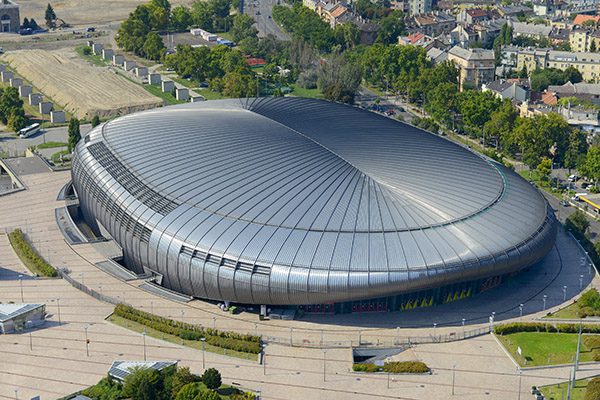
퍼프 라슬로 부다페스트 스포츠아레나

퍼프 라슬로 부다페스트 스포츠아레나(헝가리어: Papp László Budapest Sportaréna)는 헝가리 부다페스트에 있는 다목적 실내 경기장이다. MVM 돔에 이어 헝가리 에서 두 번째로 큰 스포츠 시설이며, 헝가리의 권투 선수 퍼프 라슬로의 이름을 따서 명명되었다. 이 경기장은 콘서트용으로 최대 12,500명을 수용할 수 있으며, 권투는 최대 11,390명, 아이스하키는 9,479명을 수용할 수 있다. 이 경기장은 같은 자리에 있었던 1999년 12월 화재로 소실된 부다페스트 스포츠홀을 대체하기 위해 지어졌다.